# N648 (België)
De N648 is een gewestweg tussen Battice (N3) en de Nederlandse grens bij De Plank waar de weg over gaat in de Nederlandse N598. De route heeft een lengte van ongeveer 14 kilometer.
De weg begint ter hoogte van het Fort Battice en kruist vrijwel direct de RAVeL 38. Deze voormalige spoorlijn loopt tussen Froidthier en Aubel parallel aan de N648.
De weg steekt de beken Befve, Berwijn en Bel over. Het noordelijkste deel van de weg ligt op een heuvelrug die de waterscheiding vormt tussen de beken Gulp, Veurs en Noor(beek). Op deze heuvelrug ligt ook het Veursbos met daaronder de spoortunnel van Veurs.
Over deze weg ging de Ronde van Frankrijk 2006 van België naar Nederland. De Ronde van Frankrijk voor vrouwen 2024 ging de andere kant op van Nederland naar België.

## Plaatsen langs de N648
- Battice
- La Minerie
- Froidthier
- Aubel
- Hagelstein
- De Plank

## N648c
De N648c is een 800 meter lange verbindingsweg bij Battice. De weg is in het verlengde van de A27 en gaat via de Route de la Résistance naar de N648, die over de Rue d'Aubel van de N3 afkomt.